# 北周
北周（557年—581年）是中國歷史上南北朝的北朝之一，由宇文氏建立，定都長安，北周自建國後，統治實權一直在北周太师宇文護身上，皇帝無力與之抗阻，為了擺脫宇文護的束縛，經過一連串的計畫與鬥爭，北周武帝宇文邕終於殺死了宇文護，掌握大權，並以德施政，人民安樂，在位時更成功滅北齊，統一北朝。但他死後三年，北周便被楊堅的隋所取代，後由隋滅陳，統一中國。

## 歷史
北周由宇文泰奠定根基。北魏在六鎮之亂時，宇文泰投靠權臣爾朱榮，隨其入關中討伐叛逆，後來投于以關中隴西為根據地的大將賀拔岳的麾下，並漸漸受重用。贺拔岳拥兵关陇，与高欢并为北魏两大军事集团首领，两人争锋相对，相互猜忌，最终贺拔岳被高欢收买的侯莫陈悦所杀。賀拔岳所屬將領在賀遇刺後，擁立宇文泰為統帥。宇文泰击败侯莫陈悦，实际控制關隴。
北魏孝武帝在討伐高歡失敗後，逃奔關中。宇文泰雖收容了他。但不久就將孝武帝殺害，改擁立西魏文帝建立西魏（535年）。而東方的高歡在孝武帝逃入關中後擁立東魏孝靜帝，把朝廷遷到河北鄴城，建立東魏（534年）。
西魏建立後，宇文泰成為大丞相。宇文泰在三次戰役中大敗東魏，奠定宇文氏在關中的基礎。宇文泰任用蘇綽等人改革，使西魏進一步強盛。進而攻入南梁的成都，奪取西川地盤。
西魏恭帝三年（556年），宇文泰病死，由嫡长子宇文觉承袭为安定郡公、太师、大冢宰。次年，宇文泰之侄宇文護迫西魏恭帝禪讓，由宇文覺即位天王，建立北周，建都長安（即今陝西西安）。
宇文护不久杀魏恭帝及其弟、子及其他西魏宗室。天王宇文覺不滿宇文護專權，企圖剷除宇文護，但反被其所殺。宇文護擁立宇文覺庶兄宇文毓为天王，是為北周明帝。明帝赦免被牵连获罪的西魏宗室，封元罗为韩国公奉祀西魏。幾年後，宇文护又杀明帝，但仍按明帝遗命，擁立明帝異母弟宇文邕為北周武帝。宇文護執掌政權十五年，成為北周實際上的主宰。他承繼宇文泰、蘇綽的政策，消滅威脅政權的軍閥，使北周政權更鞏固。北周武帝年間，宇文護的兒子亂政害民，宇文護的威望大降。天和七年（572年）三月，北周武帝乘機刺殺了宇文護，重奪政權。
北周武帝執政後，積極推廣漢化並勵精圖治。575年發兵征北齊，577年，北周滅北齊，統一華北，仅北齐营州刺史高宝宁未降，奉逃奔突厥的皇子高绍义为帝。北周統一華北後國力一度興盛，北周武帝英年早逝，北周宣帝宇文贇繼位。周宣帝生前即传位年幼的儿子北周靜帝宇文闡。580年6月8日宣帝病死，外戚楊堅以大丞相身份輔政，乘機將北周重臣外遣，進而把持朝政。相州總管尉遲迥、鄖州總管司馬消難與益州總管王謙等人不滿楊堅專權，聯合叛變反抗楊堅，爆發尉遲迥之亂，但被楊堅所派的韋孝寬、王誼與高熲等人平定。期间杨坚亦诛杀北周明帝长子太师雍州牧毕王宇文贤及尚在人世的宇文泰五子，并与突厥通好，突厥他钵可汗遂将高绍义交给北周。581年3月4日，北周靜帝禪讓帝位於楊堅，楊堅受禅称帝，改國號隋，北周享國二十四年而亡。杨坚建国不久，就将北周近支宗室诛杀殆尽，将宇文洛封为介国公作为北周奉祀。

## 政府行政
西魏恭帝三年（556年），宇文泰仿照《周礼》描述的六卿（六官），建立起独特的六官制度。当年，北周建立，仍然沿用这一制度:85。

### 大冢宰
大冢宰为北周六官之首，相当于丞相。
- 北周立國至572年，宇文護掌權。
- 572年至578年，北周武帝親政。
- 578年至580年，北周宣帝親政。
- 580年至北周滅亡，外戚楊堅掌權。

## 文化
此時期佛教藝術創作，大多數位於長安。印度笈多王朝雕像為許多大型佛像的原型。在敦煌千佛洞則有一些北周風格的壁畫，在這些壁畫中，山水畫固然重要，不過仍遜於人物畫。
北周一反北魏孝文帝後的漢化風，重新提倡鮮卑文化，以鮮卑語為公家語言，也重新恢復鮮卑姓氏和向漢人賜鮮卑姓氏。
儒学
北周统治者总体崇尚儒学，依靠儒家经典《周官》制定官僚制度，依靠儒家经典规范官员礼仪言行，优待儒士，建立学院宣扬儒学并搜罗和编修儒家典籍。由于北周帝王的倡导，儒学在北周时期得以广泛传播，儒家典籍也不至于毁于战火之中。

## 人口
北周周静帝大象时期（580年）北周三百多万户，人口九百多万人。
北周人口盛时约1250万。

## 君主
| 肖像       | 庙号                      | 谥号                            | 名讳                                               | 在世时间     | 在位时间     | 年号及使用时间 | 年号及使用时间 | 陵寝       |
| 追尊周皇帝 | 追尊周皇帝                | 追尊周皇帝                      | 追尊周皇帝                                         | 追尊周皇帝   | 追尊周皇帝   | 追尊周皇帝     | 追尊周皇帝     | 追尊周皇帝 |
| ---------- | ------------------------- | ------------------------------- | -------------------------------------------------- | ------------ | ------------ | -------------- | -------------- | ---------- |
| —          | —                         | 德皇帝 （明帝宇文毓追谥）       | 宇文肱                                             | ？－526年    | —            | —              | —              | —          |
| —          | —                         | 安定郡文公 （西魏恭帝拓跋廓谥） | 宇文泰                                             | 507年－556年 | —            | —              | —              | 成陵       |
| —          | 太祖 （孝闵帝宇文觉追尊） | 文王 （孝闵帝宇文觉追谥）       | 宇文泰                                             | 507年－556年 | —            | —              | —              | 成陵       |
| —          | 太祖 （孝闵帝宇文觉追尊） | 文皇帝 （明帝宇文毓追谥）       | 宇文泰                                             | 507年－556年 | —            | —              | —              | 成陵       |
| 周天王     |                           |                                 |                                                    |              |              |                |                |            |
| —          | —                         | 孝闵皇帝 （武帝宇文邕追谥）     | 宇文觉                                             | 542年－557年 | 557年        | —              | —              | 静陵       |
| —          | 世宗                      | 明皇帝                          | 宇文毓                                             | 534年－560年 | 557年－559年 | —              | —              | 昭陵       |
| 周皇帝     |                           |                                 |                                                    |              |              |                |                |            |
| —          | 世宗                      | 明皇帝                          | 宇文毓                                             | 534年－560年 | 559年－560年 | 武成           | 559年－560年   | 昭陵       |
| —          | 高祖                      | 武皇帝                          | 宇文邕                                             | 543年－578年 | 560年－578年 | 保定           | 561年－565年   | 孝陵       |
| —          | 高祖                      | 武皇帝                          | 宇文邕                                             | 543年－578年 | 560年－578年 | 天和           | 566年－572年   | 孝陵       |
| —          | 高祖                      | 武皇帝                          | 宇文邕                                             | 543年－578年 | 560年－578年 | 建德           | 572年－578年   | 孝陵       |
| —          | 高祖                      | 武皇帝                          | 宇文邕                                             | 543年－578年 | 560年－578年 | 宣政           | 578年          | 孝陵       |
| —          | —                         | 宣皇帝                          | 宇文赟                                             | 559年－580年 | 579年        | 大成           | 579年          | 定陵       |
| —          | —                         | 静皇帝 （隋文帝杨坚谥）         | 宇文阐 （原名衍） （禅位于隋文帝杨坚，降封介国公） | 573年－581年 | 579年－581年 | 大象           | 579年－580年   | 恭陵       |
| —          | —                         | 静皇帝 （隋文帝杨坚谥）         | 宇文阐 （原名衍） （禅位于隋文帝杨坚，降封介国公） | 573年－581年 | 579年－581年 | 大定           | 581年          | 恭陵       |